# Schwerte
Schwerte ist eine mittlere kreisangehörige Stadt an der Schwelle vom Ruhrgebiet zum Sauerland im Kreis Unna, in Nordrhein-Westfalen, Deutschland.

## Geographie

### Geographische Lage
Schwerte liegt südöstlich von Dortmund an der Ruhr. Geographisch wird die Stadt Schwerte nach der aktuellen Definition zum östlichen Ruhrgebiet gezählt. Die beiden südlich der Ruhr gelegenen Stadtteile Ergste und Villigst grenzen an Iserlohn und Hagen und werden von Geographen dem Sauerland zugeordnet. Der weitgehend bewaldete Höhenzug im Norden des Stadtgebietes wird als Ardeygebirge bezeichnet. Die Stadtgrenze zwischen Schwerte und Dortmund verläuft hier im Schwerter Wald mit dem Ausflugslokal Freischütz, einem ehemaligen Forsthaus. Im Osten des Stadtgebiets liegt unweit der seit dem Jahr 2001 unter Denkmalschutz stehenden Kreinberg-Siedlung der kleine Gehrenbach-Stausee. Der Kreinberg und der Gehrenbach-Stausee grenzen in Schwerte-Ost an das ehemalige Eisenbahnausbesserungswerk, in dem bis in die späten 1980er-Jahre gearbeitet wurde. Der östlichste Stadtteil Schwertes ist Geisecke. Ganz im Westen liegt Westhofen, von wo aus es nur wenige Kilometer bis zum Ruhrstausee Hengsteysee sind.

### Klima

Niederschlagsdiagramm

Der mittlere Jahresniederschlag lag im Zeitraum 1961–1990 bei 871 mm und war damit eher hoch, da er in das obere Drittel der in Deutschland erfassten Werte fiel. An 74 % der Messstationen des Deutschen Wetterdienstes wurden niedrigere Werte registriert. Der trockenste Monat war dabei der Februar, die meisten Niederschläge fielen im Juli. Im Juli fiel durchschnittlich 1,7 mal so viel Niederschlag wie im Februar. Die Niederschläge variierten mäßig. An 52 % der Messstationen wurden niedrigere jahreszeitliche Schwankungen registriert.

### Stadtgliederung
Das heutige Stadtgebiet von Schwerte wurde 1975 durch die kommunale Gebietsreform aus den Städten Schwerte und Westhofen sowie den Gemeinden Ergste, Geisecke, Villigst und Wandhofen gebildet. Auch Teile der Nachbargemeinden Holzen und Lichtendorf kamen zu Schwerte. Außerdem gibt es die Wohnlagen Schwerte-Ost, Gänsewinkel und Schwerterheide. Diese gehörten bereits zum Gebiet der Stadt Schwerte.

## Geschichte

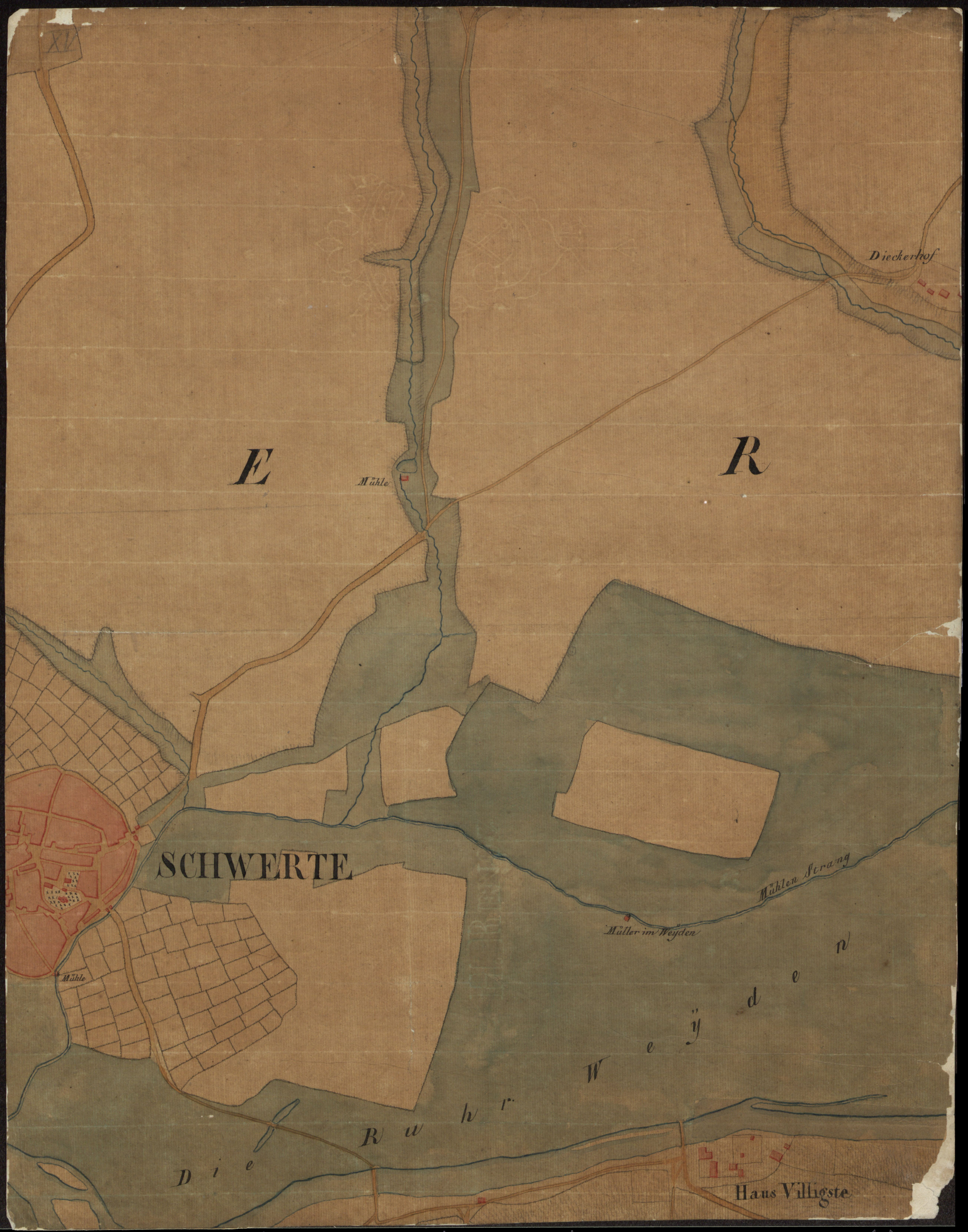
Niemeyersche Karte, 1790

### Mittelalter
Im Jahr 962 wurde Schwerte erstmals von Engelbert, Abt der Abtei Werden, als Suerte erwähnt. 1096 wurde die Bauerschaft Ergste als Argeste in einer Urkunde genannt. Seit Ende des 12. Jahrhunderts gehörte Schwerte zum Territorium der Grafen von Altena-Isenberg. Nach dem Totschlag des Kölner Erzbischofs Engelbert II. von Berg im November 1226, für den Graf Friedrich II. von Altena-Isenberg verantwortlich war, erhielten die Grafen von der Mark aus dem Hause Altena-Berg große Teile des Isenberger Besitzes; 1226 und 1230 wurde das damalige Dorf gebrandschatzt. Die ältesten Zeugnisse über den Reichshof Westhofen stammen aus dem Jahr 1248.
Im Vergleich und Friedensvertrag zwischen Graf Adolf I. von der Mark und Graf Dietrich von Altena-Isenberg fiel Schwerte 1243 endgültig an die Grafschaft Mark. 120 Jahre später wurden erstmals ein Richter und ein Bürgermeister in Schwerte erwähnt. Graf Dietrich I. von der Mark gewährte Schwerte 1391 das Münzrecht, 1397 das volle Stadtrecht. Das Privileg zur Erweiterung der Befestigungsgräben und zur Erhebung von Wegegeld an den Stadttoren folgte 1406. 1419 trat die Stadt dem Hansebund bei. 1420 wurde sie vollständig eingeäschert, 1424 durch Erzbischof Dietrich von Köln und Graf Gerhard von der Mark vergeblich belagert. 1458 gab es ein großes Hochwasser, bei dem die Ruhr bis zum Markt stand.

### Neuzeit
1565 wurde das Schwerter Schichtwesen erstmals beurkundet, eine Art organisierte Nachbarschaftshilfe für jeweils einen abgegrenzten Bereich innerhalb der Stadt. Den einzelnen Schichten standen Schichtmeister vor, die über ihre Arbeit Rechenschaft in den Schichtbüchern ablegten. Das älteste zu Beginn des 21. Jahrhunderts erhaltene Schichtbuch (Schicht 8) stammt aus dem Jahr 1715.
Nach dem Tod des letzten Grafen von der Mark fiel Schwerte 1609 an das Kurfürstentum Brandenburg, das später im Königreich Preußen aufging. 1620 und 1636 wütete die Pest, 1688 starb mehr als Hälfte der Einwohner an der Roten Ruhr. Die Leineweberzunft bildete sich 1652. Ihr gehörten zu dieser Zeit 68 Meister an, die dieses Handwerk vor Ort ausübten. Feuersbrünste trafen die Stadt 1659, 1663 und 1669. 1673 und 1679 brandschatzten die Franzosen die Stadt.
1701 erließ die Stadt eine eigene Schulordnung. Der Arzt und Pfarrer Friedrich Bährens führte 1799 die erste Pockenschutzimpfung in Schwerte durch. Wegen Brandgefahr wurde es 1818 verboten, Häuser mit Stroh- und Schindeldächern zu errichten.
Der Chemiker Friedrich Theodor Fleitmann errichtete 1869 eine Nickelhütte, in der 1871 die ersten reichsdeutschen Nickelmünzen geprägt wurden. 1877 erfand Fleitmann ein Verfahren, Nickel zu verformen und zu schweißen. Die Schwerter Nickelhütte blieb bis zum Ersten Weltkrieg die modernste ihrer Art. Sie wurde 1902 in VDN umbenannt.
Am 3. und 4. April 1920 wurde die Stadt beim Kapp-Putsch von Kommunisten besetzt. Der Landkreis Hörde wurde 1929 aufgelöst, die Stadt Schwerte und das Amt Westhofen gingen an den Kreis Iserlohn über.
Die nationalsozialistische Machtübernahme 1933 wurde in Schwerte mit einem Fackelzug gefeiert. In der Reichspogromnacht am 9. November 1938 wurde die Synagoge verwüstet.

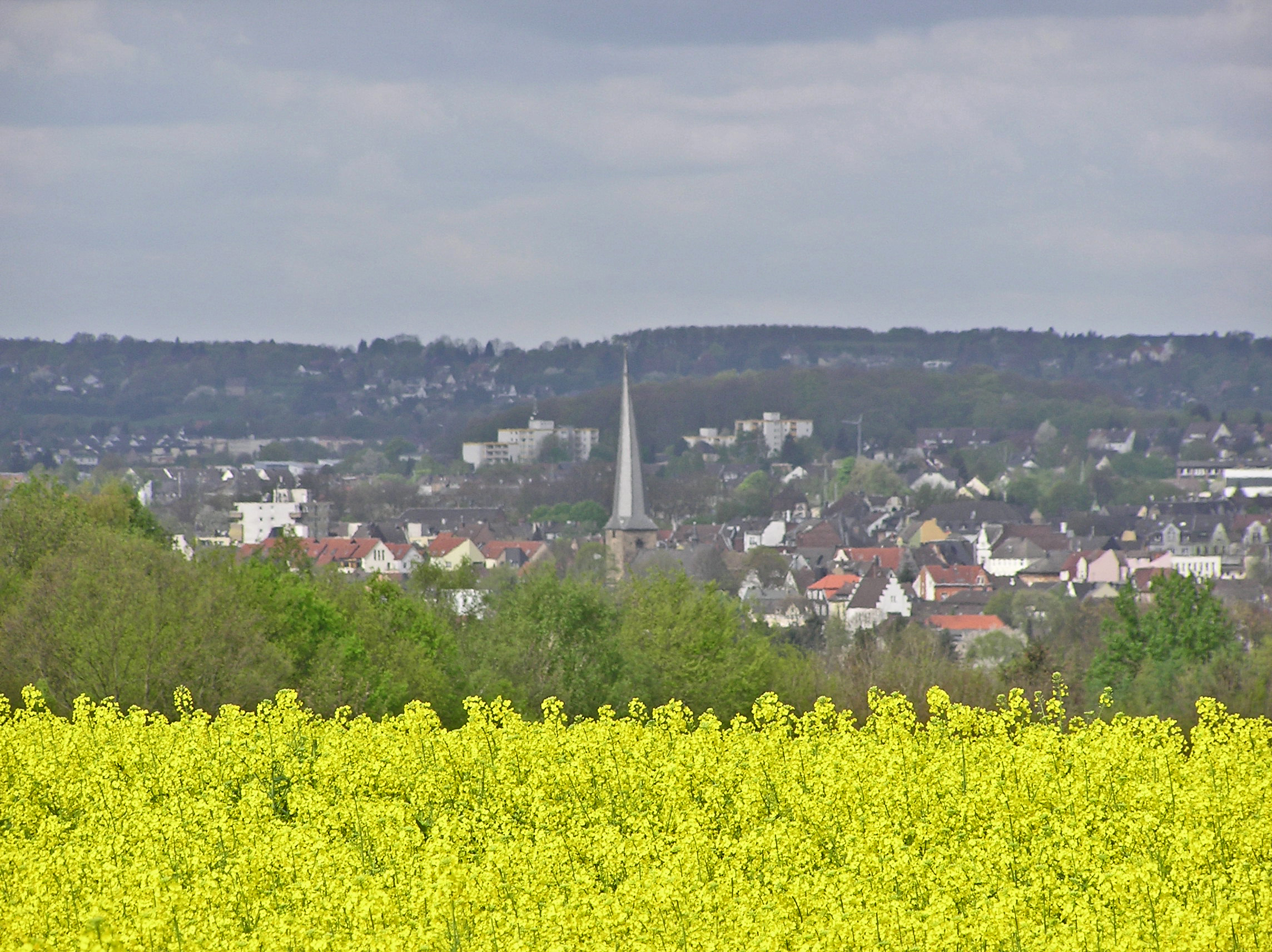
Schwerte

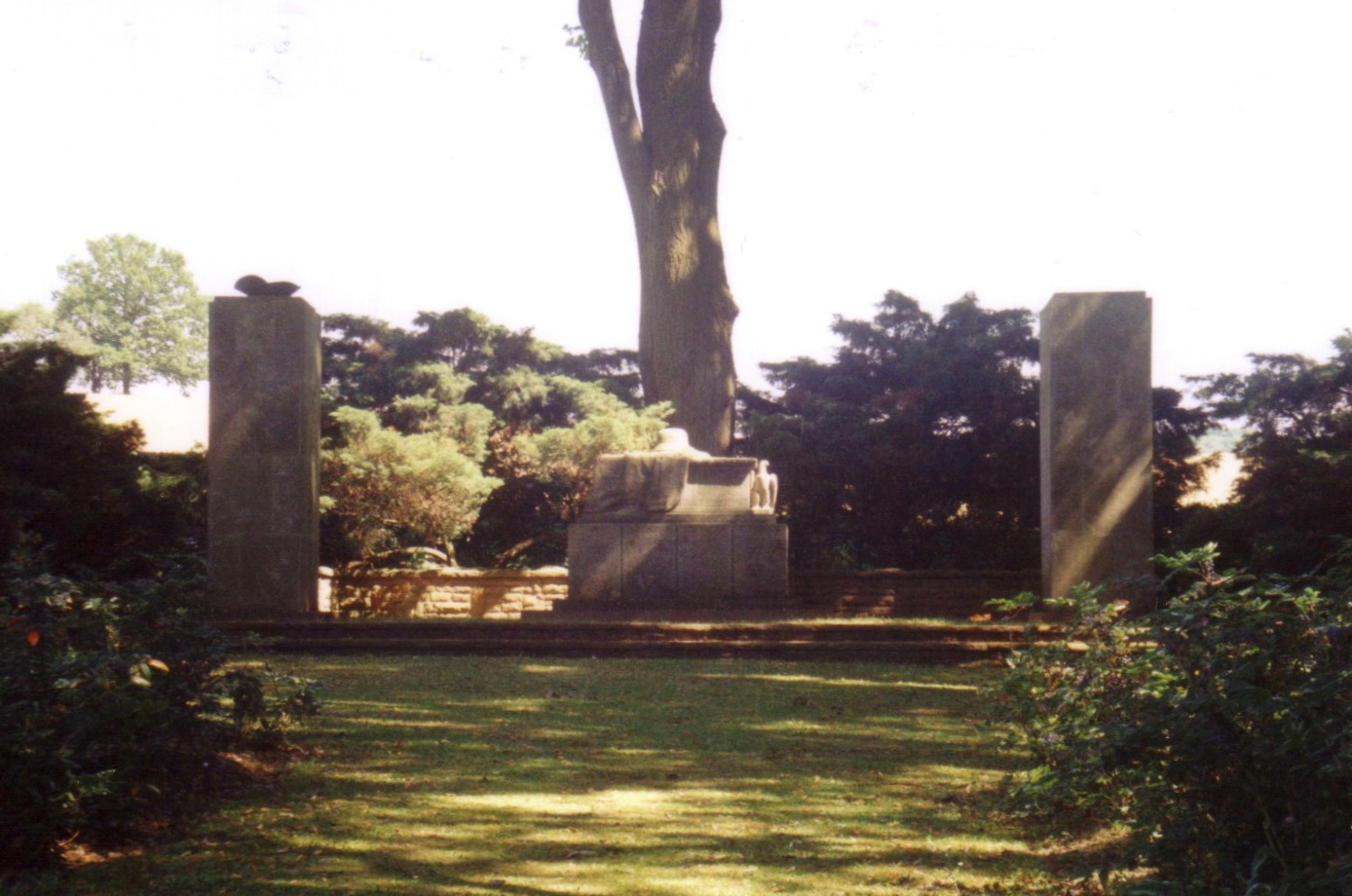
Kriegerdenkmal in Ergste

Im Juni 1940 fielen die ersten Brandbomben auf Schwerte; der Bahnhof war 1940/41 eines der Hauptangriffsziele des britischen Bomber Command im Ruhrgebiet.

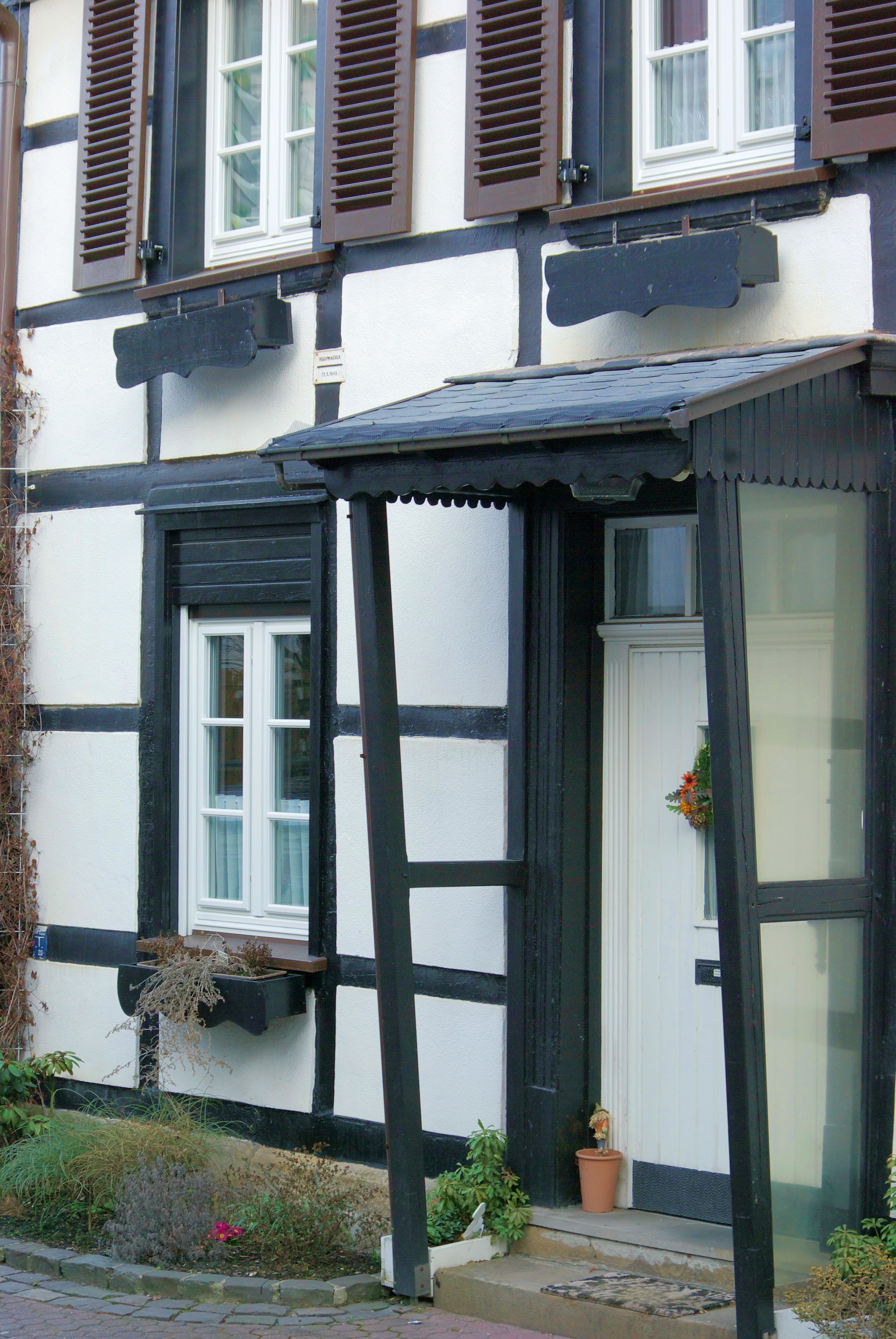
Fachwerkhaus in der Schwerter Altstadt mit Markierung des Hochwassers von 1943

Die Bombardierung und Zerstörung der Staumauer der Möhnetalsperre durch britische Bomber im Jahr 1943 forderte mehr als 1600 Todesopfer, als sich eine gewaltige Flutwelle durch das Ruhrtal ergoss und ein bislang nicht wieder erreichtes Hochwasser auslöste.
Am 31. Mai 1944 folgte der bis dahin schwerste Luftangriff auf Schwerte, als US-amerikanische Bomber den Verschiebebahnhof bombardierten. Über 217 Menschen fanden dabei den Tod. Im November und Dezember 1944 planten die 8. US-Luftflotte und das britische Bomber Command mehrere schwere Luftangriffe auf die Bahnanlagen von Schwerte. Sie wurden wegen der ungünstigen Flugwetterlage jedoch vor dem Start abgesagt. 
Am 28. Februar und 10. März 1945 griffen 75 bzw. 116 US-amerikanische Bomber den Verschiebebahnhof in Schwerte an. Vor allem das Bombardement am 10. März verursachte große Zerstörungen im städtischen Weichbild, unter den beschädigten Gebäuden war auch das mittelalterliche Stadtweinhaus. Der im Ruhrtal gelegene Rangierbahnhof in Geisecke wurde am 14. März 1945 durch einen Verband von 24 P-47-Jagdbombern im Tiefflug angegriffen und dabei so schwer beschädigt, dass der Betrieb lahmgelegt war. Am 20. März folgte ein Luftangriff durch 170 zweimotorige Mittelstreckenbomber der taktischen 9. US-Luftflotte und am 23. März 1945 von 137 viermotorigen B-17-Bombern der strategischen 8. US-Luftflotte auf das Bahngelände in Geisecke. Die US-amerikanischen Luftangriffe auf die Bahnanlagen in Schwerte und Geisecke führten zu schweren Zerstörungen und mindestens 70 Toten, darunter auch ausländische Zwangsarbeiter und Kriegsgefangene. 
Am 6. April 1944 wurde in Schwerte ein Außenkommando des Konzentrationslagers Buchenwald eingerichtet. Das Lager lag neben dem 1922 eröffneten, für die Instandsetzung von Lokomotiven wichtigen Eisenbahnausbesserungswerk. Die Baracken des Lagers waren durch einen Elektrozaun und ständig besetzte Wachtürme gesichert. Die Häftlinge gelangten durch einen Durchbruch in der Werksmauer in das Eisenbahnausbesserungswerk, wo sie vorwiegend für gefährliche und kräftezehrende Arbeiten eingesetzt wurden. Im Januar 1945 wurde das Außenkommando in Schwerte aufgelöst, bis dahin befanden sich  bis zu 700 Häftlinge im Lager. Etwa 200 Häftliche wurden nach der Auflösung nach Buchenwald verlegt. Im Januar 2015 entschied der Rat der Stadt trotz Kritik, u. a. von Ministerpräsidentin Hannelore Kraft, auf dem Gelände des Außenkommandos des KZ Buchenwald in einer nach Kriegsende gebauten Baracke 21 Asylbewerber unterzubringen.
Am 12. April 1945 eroberten US-amerikanische Truppen die Stadt Schwerte; Anfang Juni desselben Jahres übernahmen die Briten die Militärregierung.
Im Zuge der kommunalen Neuordnung, die am 1. Januar 1975 in Kraft trat, wurden die alte Stadt Schwerte/Ruhr und die Stadt Westhofen bis auf den Ortsteil Buchholz sowie die Gemeinden Ergste, Geisecke, Villigst und Wandhofen und Teile der Gemeinden Holzen und Lichtendorf zur neuen Stadt Schwerte zusammengeschlossen. Schwerte wurde außerdem aus dem Kreis Iserlohn ausgegliedert und dem Kreis Unna zugeschlagen.
Das erste erfolgreiche Bürgerbegehren im Land Nordrhein-Westfalen wandte sich gegen die von der Stadt 1993 beschlossene Schließung des Elsebades. Es ebnete 1994 den Weg zur Wiedereröffnung des Bades als Bürgerbad Elsetal (1998).
1997 feierte Schwerte sein 600-jähriges Stadtjubiläum. Sechs Jahre später war die Stadt (wieder) Mitglied der Westfälischen Hanse. Am 11. Juni 2006 stand der erste Bürgerentscheid Schwertes mit der Frage „Erhalt des Freizeit-Allwetterbades mit allen seinen Wasserflächen“ zur Abstimmung. Eine Mehrheit lehnte den Baderhalt ab. Allerdings wurde der Bürgerentscheid wegen zu geringer Wahlbeteiligung abgewiesen.
Wegen finanzieller Schieflage wurde der städtische Haushalt im Mai 2008 nicht vom zuständigen Kreis Unna genehmigt. Die Folge war ein rigoroses Sparprogramm mit einem Nothaushalt. Im Februar 2009 beschloss der Rat der Stadt Schwerte, das seit Jahren defizitäre Freizeit-Allwetterbad zu schließen. Dieser Entscheidung ging ein jahrelanger Streit quer durch alle Parteien der Stadt voraus. Das Bad wurde am 30. Dezember 2009 geschlossen.
Seit April 2012 darf Schwerte den Namenszusatz „Hansestadt an der Ruhr“ tragen, dies steht seit dem 26. Juni 2012 auf allen Ortseingangsschildern. In Lüneburg wurde Schwerte am 30. Juni 2012 als 100. deutsche Stadt in den Internationalen Hansebund aufgenommen.

### Bauliche Entwicklung
- 1359: Engelbert Sobbe, Burgmann zu Schwerte, stiftet das Hospital zum Heiligen Geist.
- 1508: Die St.-Viktor-Kirche wird um den gotischen Hochchor erweitert, der Goldene Altar wird 1523 aufgestellt.
- 1547: Der Grundstein für den Bau des Alten Rathauses wird gelegt, in dem seit 1933 das Ruhrtalmuseum untergebracht ist.
- 1796: Erstmals wird der jüdische Friedhof am Nordwall erwähnt.
- 1801: In der Stadt wird ein Kornmarkt eingerichtet.
- 1811: Alle Verbindungsstraßen zwischen dem Markt und den Stadttoren sind gepflastert.
- 1853: Die Sparkasse zu Schwerte wird gegründet.
- 1867: Schwerte erhält einen Bahnanschluss (Strecke: Hagen–Unna).
- 1872: Schicht 11 wird gegründet (erste Neugründung außerhalb der alten Stadtmauern)
- 1914: Das Neue Rathaus wird fertiggestellt.
- 1920: Baubeginn der Kreinberg-Siedlung in Schwerte-Ost als Werkssiedlung für die Arbeiter des neu erbauten Eisenbahnausbesserungswerks. Die Fertigstellung erfolgt 1935.
- 1946: Die neu errichtete Ruhrbrücke wird für den Verkehr freigegeben.
- 1961: Das Autobahnteilstück der Bundesautobahn 1 zwischen Hagen und Kamen wird fertiggestellt, so dass Schwerte seinen Autobahnanschluss erhält.
- 1996: Der sechsspurige Ausbau der Bundesautobahn 1 beginnt.
- 2002: Die neu gestaltete Fußgängerzone wird eingeweiht.
- 2003: Das Bürger- und Kulturzentrum in der ehemaligen Rohrmeisterei wird fertiggestellt.

## Demographie

### Einwohnerentwicklung
| Jahr | Einwohner  |
| ---- | ---------- |
| 1738 | ca. 1.100  |
| 1900 | ca. 12.000 |
| 1925 | ca. 17.000 |
| 1961 | ca. 24.516 |
| 1970 | ca. 24.054 |
| 1974 | ca. 24.390 |
| 1975 | ca. 44.576 |
| 1987 | ca. 48.344 |
| 2002 | 50.606     |
| 2005 | 49.730     |
| 2008 | 48.797     |

| Jahr | Einwohner |
| ---- | --------- |
| 2009 | 48.523    |
| 2010 | 48.259    |
| 2011 | 46.518    |
| 2012 | 46.376    |
| 2013 | 46.198    |
| 2014 | 46.270    |
| 2015 | 46.321    |
| 2016 | 46.754    |
| 2017 | 46.641    |
| 2020 | 46.124    |
| 2022 | 46.658    |

Das Ergebnis der Volkszählung gemäß Zensus 2011 ergab eine Einwohnerzahl von 46.743, wohingegen die Stadt Schwerte eine Einwohnerzahl von 47.901, mithin 1.158 Einwohner mehr gezählt hat. Gegen den Zensus hat die Stadt Schwerte mit weiteren fünf Gemeinden des Kreises Unna geklagt; die Klage ruht zurzeit (2017), das Ergebnis bleibt abzuwarten.

### Einwohnerstatistik
Nach den statistischen Daten des Demographie-, des Integrations- sowie des Sozialberichts, welche von Wegweiser-Kommune veröffentlicht wurden, ergeben sich für Schwerte folgende Werte:
- Bevölkerungsanteil der unter 18-Jährigen: 16,1 % (Stand: 2022)
- Bevölkerungsanteil der mindestens 65-Jährigen: 24,3 % (Stand: 2022)
- Ausländeranteil: 12,0 % (Stand: 2022)
- Arbeitslosenanteil (im Verhältnis zu den sozialversicherungspflichtig Beschäftigten): 7,5 % (Stand: 2022)

### Konfessionsstatistik
In die Stadt Schwerte gab es Mitte 2022 13.000 Katholiken (zirka 28 % der Gesamtbevölkerung) und knapp 12.000 Protestanten (zirka 26 % der Gesamtbevölkerung).

## Politik

### Stadtrat

#### Ergebnisse der Kommunalwahlen 2020 in Schwerte
Die Sitze im Stadtrat verteilen sich nach dem Ergebnis der Kommunalwahl 2020 folgendermaßen auf die einzelnen Parteien:
| Partei | Stimmen | % (2020) | % (2014) | +/−     | Sitze (2020) | Sitze (2014) | +/− |
| --- | ------- | -------- | -------- | ------- | ------------ | ------------ | --- |
| SPD | 6.438   | 32,6 %   | 36,2 %   | 0−3,6 % | 15           | 14           | +1  |
| CDU | 5.505   | 27,9 %   | 36,8 %   | 0−8,9 % | 12           | 14           | −2  |
| Bündnis 90/Die Grünen | 4.470   | 22,6 %   | 12,5 %   | +10,1 % | 10           | 05           | +5  |
| FDP | 1.025   | 05,2 %   | 03,3 %   | 0+1,9 % | 02           | 01           | +1  |
| WfS | 0.918   | 04,7 %   | 06,5 %   | 0−1,8 % | 02           | 02           | ±0  |
| AfD | 0.723   | 03,7 %   | 00,0 %   | 0+3,7 % | 02           | 0            | +2  |
| Die LINKE | 0.661   | 03,4 %   | 04,7 %   | 0−1,3 % | 01           | 02           | −1  |
| Gültige Stimmen | 19.7400 |          |          |         |              |              |     |
| Ungültige Stimmen | 0.279   |          |          |         |              |              |     |
| Stimmen Insgesamt | 20.0190 |          |          |         | 44           | 38           | +6  |
| Wahlberechtigte Insgesamt | 38.6600 | 51,8 %   | 53,8 %   | 0−2,0 % |              |              |     |
| Sitzverteilung Ratswahl 13.09.2020 SchwerteInsgesamt 44 Sitze - Linke: 1 - SPD: 15 - Grüne: 10 - CDU: 12 - FDP: 2 - AfD: 2 - Sonst.: 2 Sonstige: (2 Sitze) > „WfS“ = 2 Sitze Ratswahl 13.09.2020 SchwerteWahlbeteiligung von 51,8 % 403020100 32,6 %27,9 %22,6 %5,2 %4,7 %3,7 %3,4 % SPDCDUGrüneFDPWfSeAfDLinkeGewinne und Verlusteim Vergleich zu 2014 %p 12 10 8 6 4 2 0 −2 −4 −6 −8−10−3,6 %p−8,9 %p+10,1 %p+1,9 %p−1,8 %p+3,7 %p−1,3 %pSPDCDUGrüneFDPWfSAfDLinkeAnmerkungen:e Wählervereinigung für Schwerte |         |          |          |         |              |              |     |

Zwischenzeitlich hat die SPD einen weiteren Sitz erhalten, da ein Mitglied die Linke-Fraktion verlassen hat.
| CDU           | SPD           | Grüne1        | FDP          | Linke       | WfS2         | AfD     |
| ------------- | ------------- | ------------- | ------------ | ----------- | ------------ | ------- |
| 12 Sitze (−2) | 15 Sitze (+1) | 10 Sitze (+5) | 2 Sitze (+1) | 1 Sitz (−1) | 2 Sitze (±0) | 2 Sitze |

1 Grüne: 1984 und 1989: Die Grünen, ab 1994: Bündnis 90/Die Grünen     2 Wählervereinigung für Schwerte

#### Ergebnisse der Kommunalwahlen ab 1975
In der Liste werden nur Parteien und Wählergemeinschaften aufgeführt, die mindestens 1,95 Prozent der Stimmen bei der jeweiligen Wahl erhalten haben.
| Jahr   | CDU    | SPD    | Grüne1 | WfS   | Linke | FDP   | BSP   |
| ------ | ------ | ------ | ------ | ----- | ----- | ----- | ----- |
| 1975   | 40,3 % | 51,1 % |        |       |       | 6,7 % |       |
| 219792 | 39,2 % | 52,0 % |        |       |       | 6,4 % |       |
| 1984   | 36,0 % | 48,8 % | 11,5 % |       |       | 3,4 % |       |
| 1989   | 33,5 % | 47,3 % | 12,3 % |       |       | 5,4 % |       |
| 1994   | 39,5 % | 40,0 % | 12,1 % |       |       | 3,2 % | 5,1 % |
| 1999   | 48,9 % | 32,4 % | 08,1 % | 7,9 % |       | 2,8 % |       |
| 2004   | 42,0 % | 35,1 % | 10,9 % | 7,9 % |       | 4,1 % |       |
| 2009   | 38,3 % | 35,2 % | 10,7 % | 5,1 % | 4,4 % | 6,4 % |       |
| 2014   | 36,8 % | 36,2 % | 12,5 % | 6,5 % | 4,7 % | 3,3 % |       |
| 320203 | 27,9 % | 32,6 % | 22,6 % | 4,7 % | 3,4 % | 5,2 % |       |

1 Grüne: 1984 und 1989: Grüne, ab 1994: B’90/Grüne     2 1979: zusätzlich: DU: 2,4 %     32020: zusätzlich: AfD: 3,7 %

### Bürgermeister

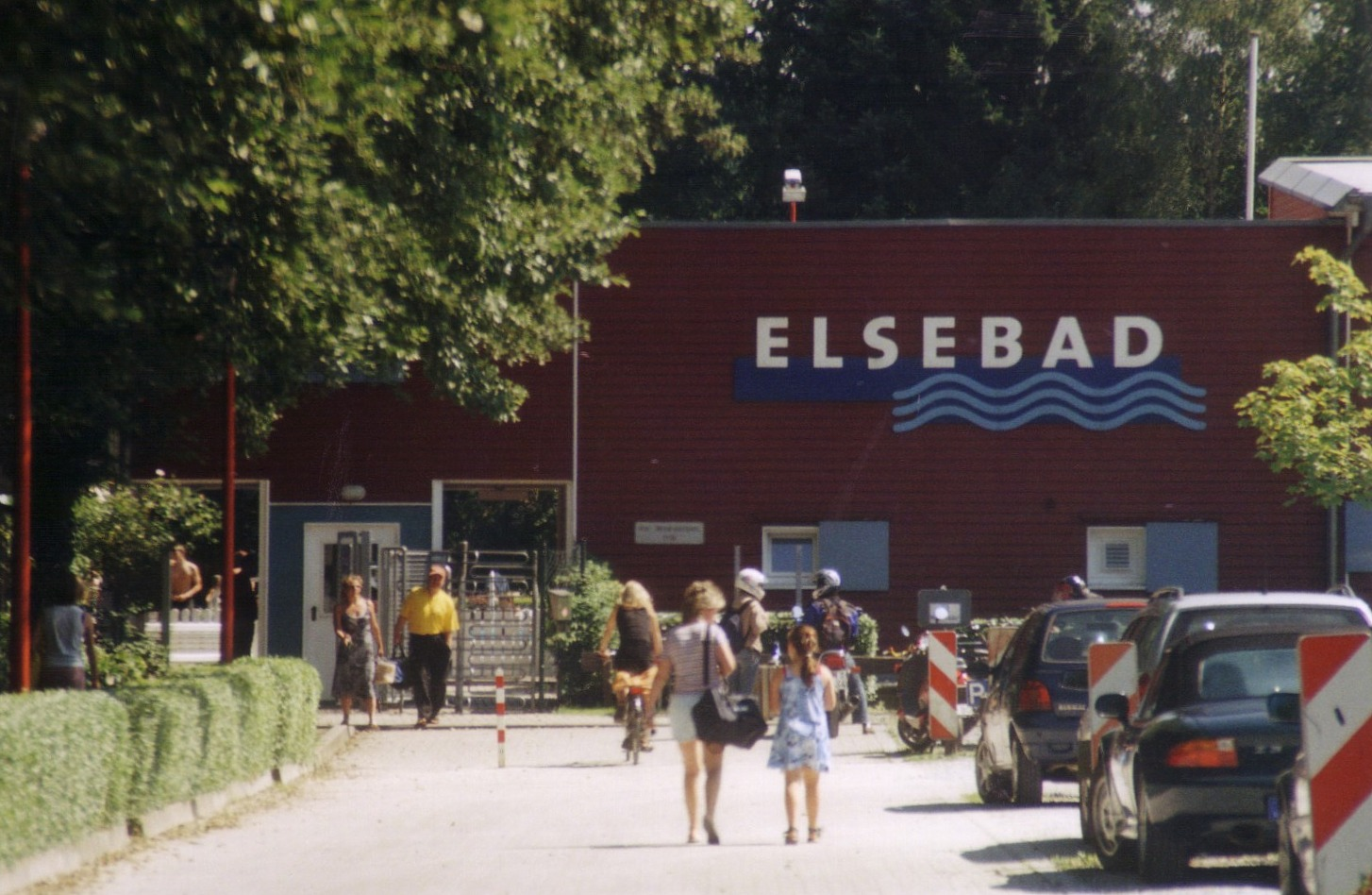
Elsebad

| Partei | Kandidat                  | Stimmen | Stimmenanteil |
| --- | ------------------------- | ------- | ------------- |
| SPD | Axourgos, Dimitrios       | 10.453  | 56,6 %        |
| CDU | Mork, Adrian Christoph    | 05.500  | 29,8 %        |
| | Ganske, Christiane        | 00.777  | 04,2 %        |
| | Hanné, Dirk Siegfried     | 00.641  | 03,5 %        |
| | Podeschwa, Gregor Thomas  | 00.630  | 03,4 %        |
| | Barthel, Stefan           | 00.457  | 02,5 %        |
| Gültige Stimmen | Gültige Stimmen           | 18.458  |               |
| Ungültige Stimmen | Ungültige Stimmen         | 00.101  |               |
| Stimmen Insgesamt | Stimmen Insgesamt         | 18.559  |               |
| Wahlberechtigte Insgesamt | Wahlberechtigte Insgesamt | 39.182  | 47,4 %        |
| Bürgermeisterwahl 04.03.2018 SchwerteWahlbeteiligung 47,4 % 6050403020100 56,6 %29,8 %4,2 %3,5 %3,4 %2,5 % SPDaCDUbSonst.cSonst.dSonst.eSonst.fAnmerkungen:a Axourgos, Dimitriosb Mork, Adrian Christophc Ganske, Christianed Hanné, Dirk Siegfriede Podeschwa, Gregor Thomasf Barthel, Stefan |                           |         |               |

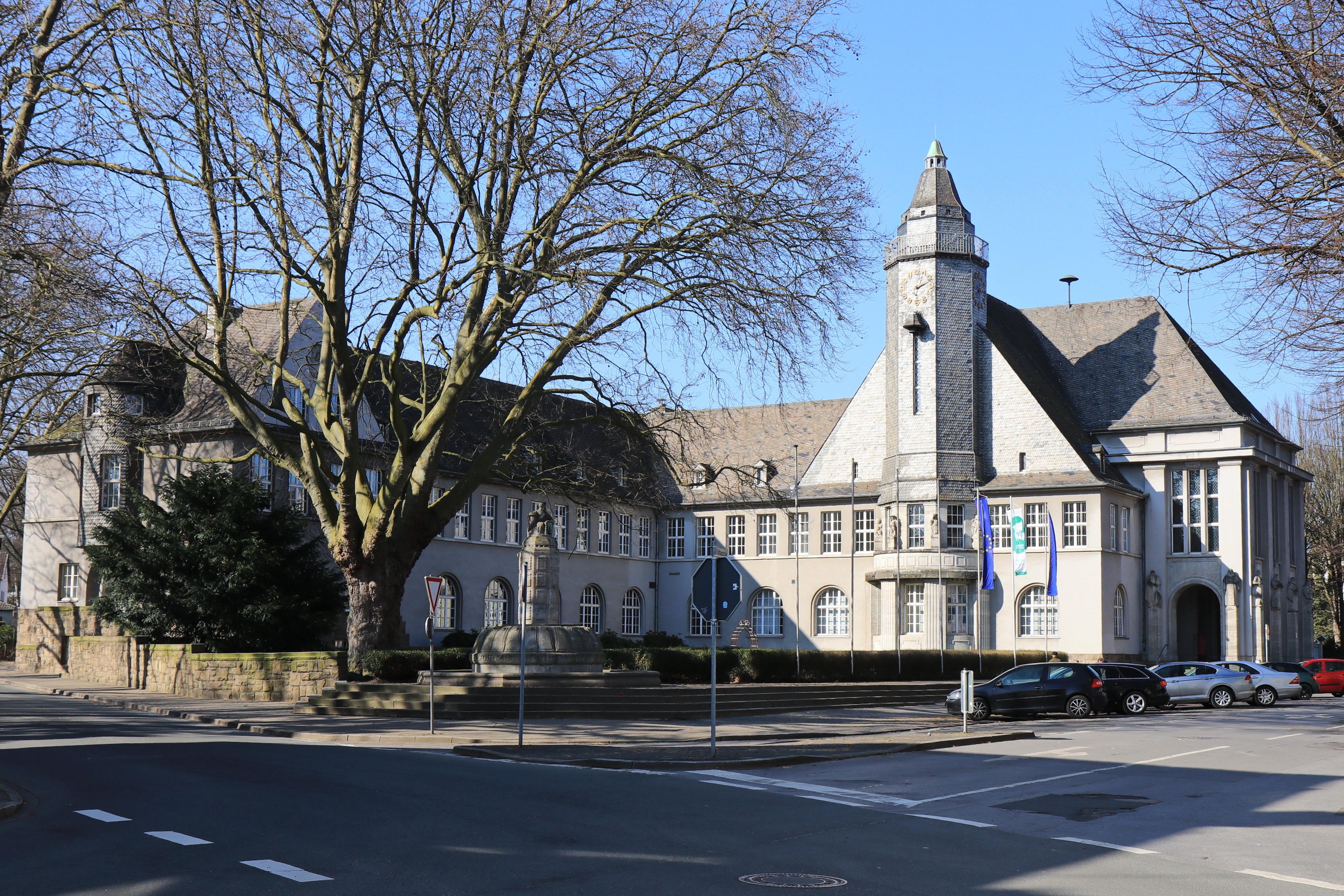
Neues Rathaus Schwerte von 1914

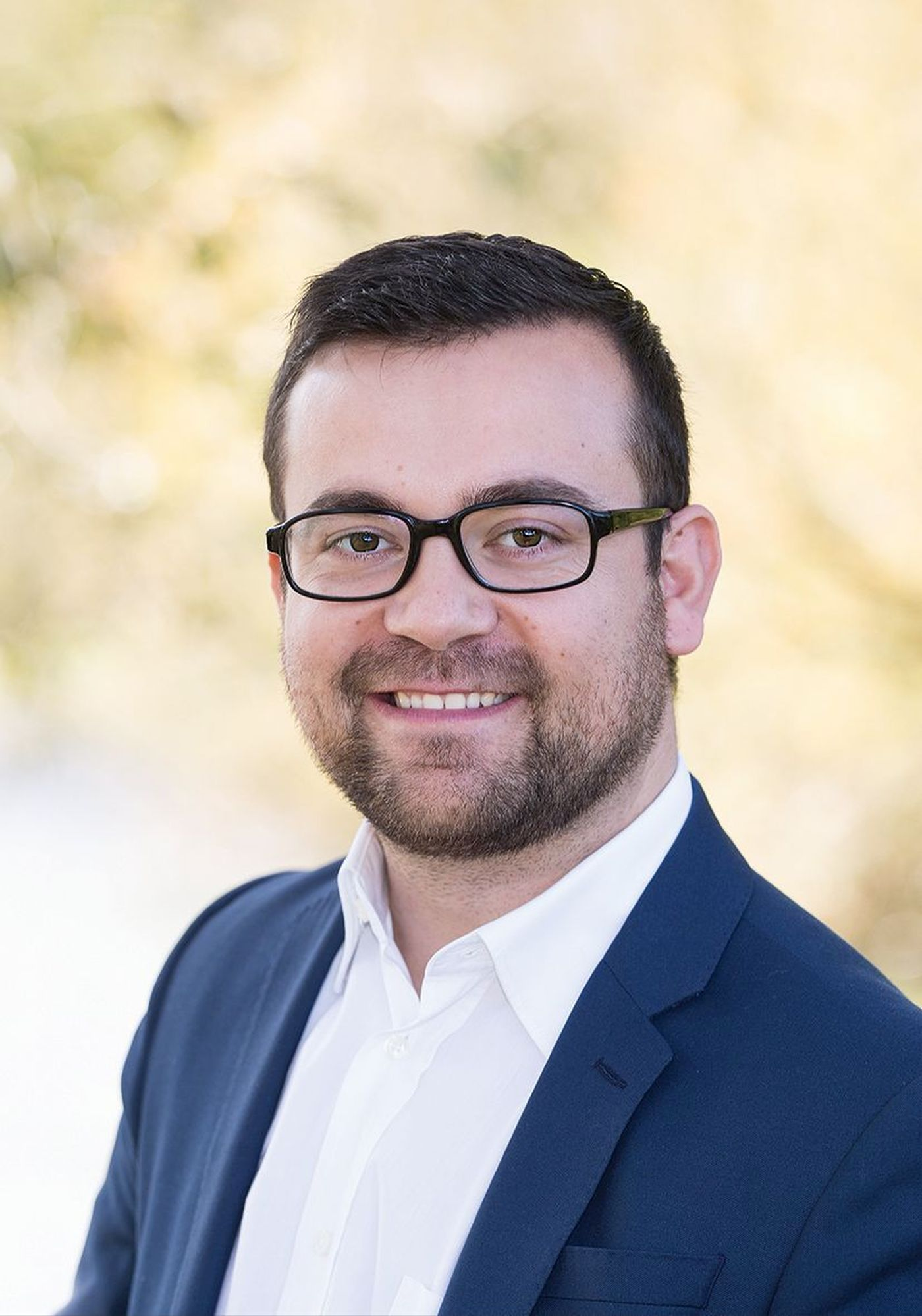
Bürgermeister Dimitrios Axourgos

Am 4. März 2018 wurde Dimitrios Axourgos (SPD) zum Bürgermeister gewählt. Der vorherige Bürgermeister war bis zum 15. Oktober 2017 Heinrich Böckelühr (CDU), der am 16. September 2017 seinen Rücktritt erklärte, um Präsident der Gemeindeprüfungsanstalt NRW zu werden. Bei der Kommunalwahl vom 25. Mai 2014 wurde er mit 51,1 Prozent der Wählerstimmen zum vierten Mal ins Amt gewählt. Er folgte 1999 Ursula Sobelat (SPD; † 2011) nach, die von 1992 bis 1999 die Bürgermeisterin Schwertes war.

### Bürgerbegehren
Bekannt ist die Stadt im politischen Raum auch für das erste erfolgreiche Bürgerbegehren in Nordrhein-Westfalen. Nachdem die Stadt Schwerte das Elsebad, ein Freibad im Ortsteil Ergste geschlossen hatte, wurde zum Jahreswechsel 1994/1995 ein Bürgerbegehren durchgeführt, das zur späteren Wiedereröffnung das Bades führte. Es wird seit 1998 ehrenamtlich betrieben, seine junge Geschichte als so genanntes Bürgerbad ist mit engagierter Bürgerbeteiligung verknüpft.

### Wappen, Flagge und Banner
| Wappen der Stadt Schwerte, Kreis Unna | Blasonierung: „In Rot zwei schräg gekreuzte, gestürzte silberne (weiße) Schwerter.“ |
| Wappen der Stadt Schwerte, Kreis Unna | Wappenbegründung: Das Wappen wurde gemeinsam mit dem Siegel und dem Banner am 18. Februar 1977 durch den Regierungspräsidenten in Arnsberg verliehen. Somit wurde das Wappen, das schon 1911 (damals in Silber zwei schwarze Schwerter) vom preußischen König Wilhelm II. verliehen worden war, weiter geführt. Das bereits im Jahr 1427 im Siegel belegte Wappenbild seht redend für den Ortsnamen. Die heutigen Farben wurden angeblich erst 1947 festgelegt. Sie kommen jedoch schon in einem Fresko-Wappen der St.- Viktor-Kirche vom Ende des 15. Jahrhunderts vor. |

Das Banner ist Rot-Weiß gespalten mit dem Stadtwappen im quadratischen weißen Bannerhaupt.

Banner
Wappen der ehem. Gemeinde Ergste
Wappen der ehem. Stadt Westhofen
Wappen des ehem. Amtes Ergste
Wappen des ehem. Amtes Westhofen (Westf.)

### Städtepartnerschaften
Partnerstädte von Schwerte sind
| - Allouagne (Frankreich), seit 1974, übernommen von Ergste - Béthune (Frankreich) - Cava de’ Tirreni (Italien), seit 1984 - Hastings (Vereinigtes Königreich), seit 1982 - Labuissière (Frankreich), übernommen von Westhofen | - Leppävirta (Finnland), seit 1992 - Nowy Sącz (Polen), ab 1984 (seit Mai 2020 ausgesetzt) - Pjatigorsk (Russland), seit 1992 - Violaines (Frankreich), übernommen von Wandhofen - Ioannina (Griechenland), seit 2022 |

Die Stadt setzte am Internationalen Tag gegen Homo-, Bi-, Inter- und Transphobie 2020 die Partnerschaft mit der polnischen Stadt Nowy Sącz aus, nachdem diese sich zur „LGBT-ideologiefreien“ Zone erklärt hatte.

## Kultur und Sehenswürdigkeiten

### Bauwerke

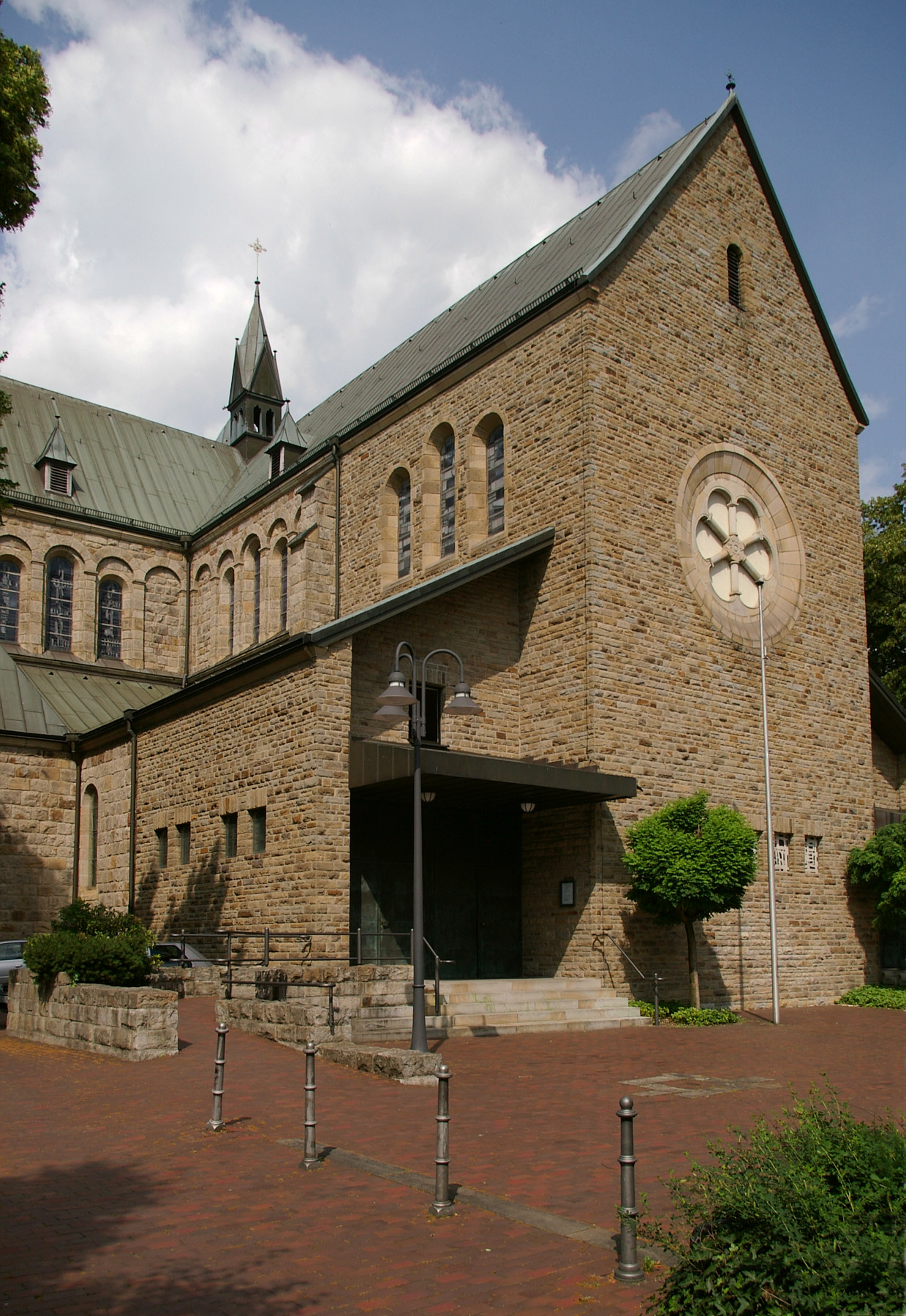
Marienkirche

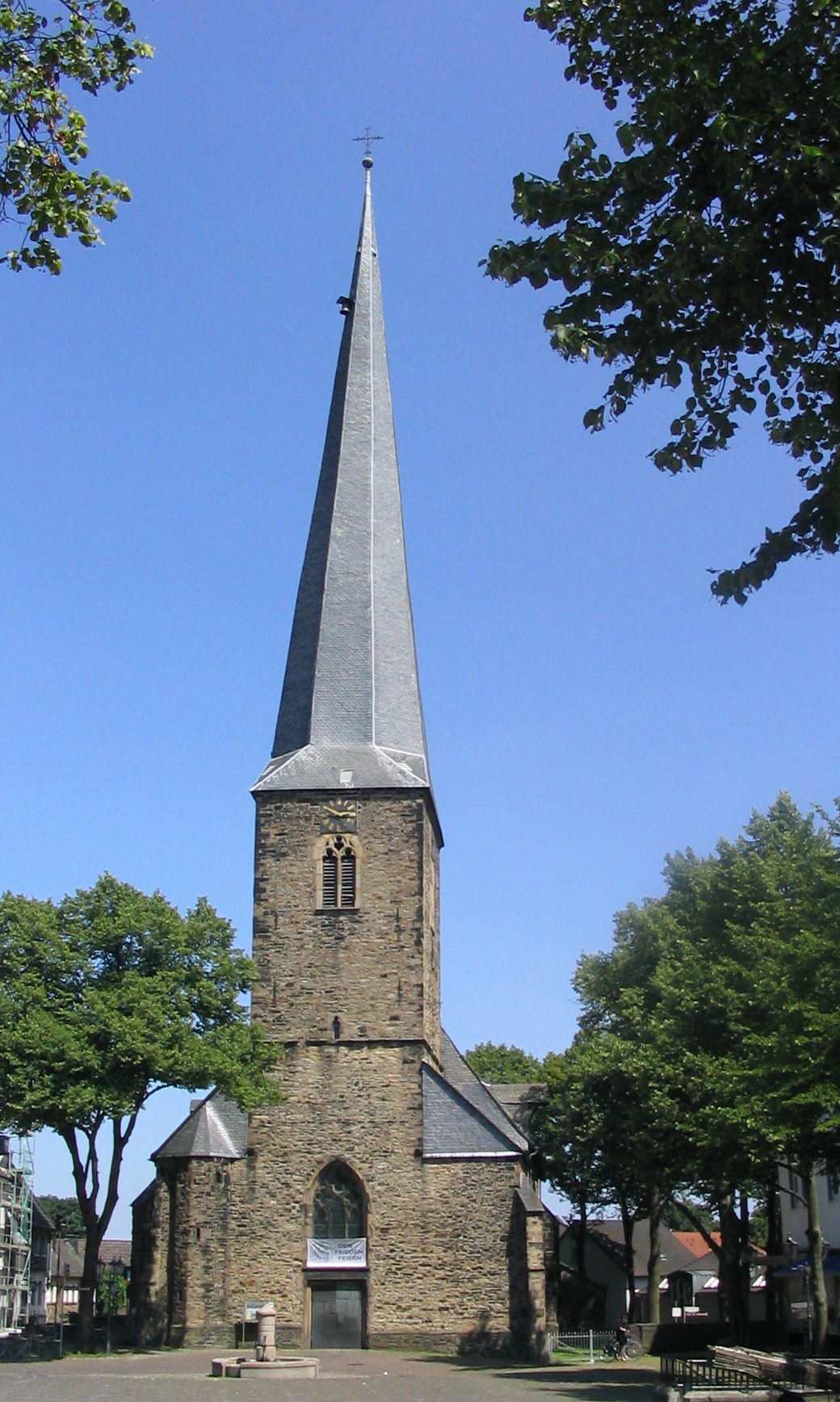
St.-Viktor-Kirche

#### Calvin-Haus
Das Calvin-Haus wurde im 14. Jahrhundert als Stadtweinhaus errichtet. Ab 1656 nutzte es die reformierte Gemeinde als „kleine Kirche“. Das Gebäude fiel 1945 einem Luftangriff zum Opfer. Nach dem Wiederaufbau 1955 dient es heute als evangelisches Gemeindeamt, das umgebaut und renoviert wird.

#### Marienkirche
Die katholische Kirche St. Marien ist eine dreischiffige Basilika. Erbaut wurde sie 1903/1904 im neoromanischen Stil nach Plänen des Paderborner Dombaumeisters Franz Mündelein, nachdem der Vorgängerbau von 1862 an der heutigen Hüsingstraße infolge des Bevölkerungswachstums in der Industrialisierung zu klein wurde. 1964 wurde sie um einen Anbau an der westlichen Seite erweitert.

#### St.-Viktor-Kirche
Die St.-Viktor-Kirche ist in ihrem heutigen Erscheinungsbild eine dreischiffige gotische Hallenkirche aus dem 15. Jahrhundert, deren Gründung bis ins 11. Jahrhundert zurückreicht. An der nördlichen Außenwand sind aus dieser Zeit noch romanische Bogenfragmente aus grünlichem Soester Sandstein erhalten. Die Kirche beherbergt ein Antwerpener Retabel von 1523, einen nur teilweise erhaltenen Siebenschmerzenaltar von 1518 sowie ein Kreuzigungsfresko von 1310, das zu den frühesten erhaltenen Wandgemälden Westfalens zählt. Hervorzuheben ist die sehr gute Akustik der Kirche: Instrumente und Gesang werden warm und besonders obertonreich wiedergegeben. An den Markttagen – mittwochs und samstags – ist die Kirche vormittags geöffnet, und es finden regelmäßig Marktmusiken statt. Weitere Konzertveranstaltungen an vielen Wochenenden zeugen vom reichen Musikleben in der Stadt. Das eigentliche Markenzeichen der St.-Viktor-Kirche ist jedoch ihr legendärer Turm mit seiner schiefen Turmhaube.

#### Weitere Bauten
- Wuckenhof aus dem 16. Jahrhundert[25]
- spätgotisches Rathaus mit Laubenhalle (jetzt Ruhrtalmuseum)
- Rohrmeisterei
- Neues Rathaus von 1914
- Saalbau Freischütz

### Denkmale
Pannekaukenfrau
Das Denkmal der Pannekaukenfrau auf dem Cava-dei-Tirreni-Platz erinnert an eine Schwerter Stadtlegende. Bei einer Hungersnot sollen die Schwerter keine andere Wahl gehabt haben, als Kartoffeln auf dem schlechten Boden anzubauen. Die Schwerter Frauen kamen auf die Idee, die Kartoffeln zu reiben und in der Pfanne in Öl zu braten. Erfunden waren die Pannekauken (heute bekannt als Reibekuchen). Von dieser Legende leitet sich auch der plattdeutsche Spitzname der Stadt ab: Pannekauken-Schweierte.

## Wirtschaft und Infrastruktur
Die Stadt Schwerte weist eines der höheren durchschnittlichen Primäreinkommen je Einwohner im Kreis Unna auf. Im Landesvergleich belegte sie bezüglich des durchschnittlich verfügbaren Einkommens im Jahr 2016 die Rangziffer 99 unter den 396 Gemeinden Nordrhein-Westfalens. Somit gehört Schwerte zu den einkommensstärkeren Gemeinden des Bundeslandes.

### Verkehr

#### Straßennetz
Schwerte kann mit dem Auto über die Bundesautobahnen A 1 (Saarbrücken–Lübeck, Anschlussstelle Schwerte) oder A 45 (Hanau–Dortmund, Anschlussstelle Schwerte-Ergste) erreicht werden. Im Westhofener Kreuz überquert die A 1 die A 45.
Durch Schwerte verlaufen die folgenden Bundes- (B) und Landesstraßen (L):
- Die B 236 beginnt in Olfen als Abzweigung von der B 235. Sie durchquert Selm, Lünen und Dortmund und führt in Nord-Süd-Richtung durch Schwerte nach Iserlohn-Letmathe. Ihr Zielort im Süden ist Münchhausen in Hessen.
- Die L 648 beginnt an der L 672 im Dortmunder Stadtteil Sommerberg. Sie führt über Schwerte und Villigst bis nach Iserlohn.
- Die L 662 beginnt in Sölde an der L 821. Von Norden über Sölderholz und Lichtendorf kommend erreicht sie schon bald ihr Ende an der L 673 östlich des Stadtzentrums.
- Die L 672 beginnt im Zentrum Dortmunds. Sie führt über die Dortmunder Stadtteile Hörde, Benninghofen und Holzen bis zu ihrem Endpunkt an der L 673 in Westhofen.
- Die L 673 beginnt unmittelbar vor der Stadtgrenze auf Hagener Gebiet an der L 675. Sie führt nördlich der Ruhr über Westhofen und Schwerte in West-Ost-Richtung durch Fröndenberg. Nach der Durchquerung Wickedes endet sie im Enser Ortsteil Bremen an der B 516.
- Die L 675 kommt aus Richtung Hagen-Boele. Sie führt zu ihrem Endpunkt an der B 236 im Stadtteil Ergste.
- Die L 676 beginnt in Villigst als Abzweig von der L 648. Sie führt über den Iserlohner Ortsteil Hennen bis zur B 233 westlich dieses Ortsteils.
- Die L 677 beginnt an der L 821 gegenüber vom Flughafen Dortmund. Sie durchquert Holzwickede in Nord-Süd-Richtung. Über Geisecke erreicht sie schließlich die L 676 im Iserlohner Ortsteil Rheinen.

#### Bahnverkehr
Der Bahnhof Schwerte (Ruhr) ist ein Eisenbahnknotenpunkt sowohl des Schienenpersonennahverkehrs als auch des Güterverkehrs mit Rangierbahnhof. Von hier führen Strecken nach Hagen, Dortmund, Hamm, Iserlohn und Warburg (Obere Ruhrtalbahn). Züge des Fernverkehrs verkehren zurzeit in Richtung Frankfurt und Münster. Historisch gesehen war das im 20. Jahrhundert anders. Aufgrund der damaligen Funktion als Eisenbahnknotenpunkt und Standort eines  Eisenbahnausbesserungswerks in Schwerte Ost 
hatte die Stadt eine wichtige Funktion für die damalige Deutsche Bundesbahn. Daher folgte die Deutsche Bahn AG im Jahr 2011 einem Antrag der Stadtverwaltung und dem Verein der Eisenbahnfreunde in Schwerte und taufte einen ICE auf den Namen Schwerte. In diesem Jahr jährte sich zum 150. Mal die Entscheidung, Schwerte an das Eisenbahnnetz anzuschließen. Im Jahr 2014 wurden mit Tagen der offenen Türen in Schwerte-Ost „100 Jahre Eisenbahnausbesserungswerk Schwerte“ gefeiert, ein Jahrhundert zuvor war der Grundstein für das Werk gelegt worden.

#### Busverkehr und Straßenbahn
Das Stadtgebiet von Schwerte wird von verschiedenen Stadt-, Regional-, und Nachtbuslinien erschlossen, die durch Schüler- und Taxibuslinien ergänzt werden. Die zentrale Umsteigehaltestelle liegt am Bahnhof Schwerte.
Zwischen 1902 und 1954 wurde Schwerte von den Straßenbahnen der Hörder Kreisbahn bedient.
Wegen der historischen Zuordnung zum Kreis Iserlohn erfolgte bis 2005 der Großteil des Linienbusverkehrs durch die Märkische Verkehrsgesellschaft (MVG). Nach dem Rückzug der MVG zum Fahrplanwechsel am 9. Januar 2005 erfolgt der Betrieb überwiegend durch die Verkehrsgesellschaft Kreis Unna (VKU). Einzelne Linien werden von den Dortmunder Stadtwerke (DSW21), von der Deutschen Bahn (Westfalenbus und Rheinlandbus), oder MVG betrieben.
Folgende Tabelle gibt das Busangebot in Schwerte wieder:
| Linie   | Linienweg | Betreibergesellschaft           | Fahrplanangebot  | Fahrplanangebot  | Fahrplanangebot   | Bemerkung                                                                                                 |
| Linie   | Linienweg | Betreibergesellschaft           | Werktag          | Samstag          | Sonntag, Feiertag | Bemerkung                                                                                                 |
| ------- | --- | ------------------------------- | ---------------- | ---------------- | ----------------- | --- |
| C31T31  | Schwerterheide – Schwerte Ost – Schwerte Bahnhof – Schwerte-Holzen – Dortmund-Holzen                           | Verkehrsgesellschaft Kreis Unna | alle 30’         | alle 30’         | alle 60’          | abends als Taxibus, dann Voranmeldung nötig                                                               |
| C32T32  | Schwerte Bahnhof – Villigst – Ergste Bahnhof – Ergste Kirchstr. – Im Wietloh                                   | Verkehrsgesellschaft Kreis Unna | alle 30’         | alle 30’         | alle 60’          | abends als Taxibus, dann Voranmeldung nötig                                                               |
| C33T33  | Schwerte Bahnhof – Bergische Str. – Schwerte Bahnhof (Ringlinie)                                               | Verkehrsgesellschaft Kreis Unna | alle 60’         | alle 60’         | alle 60’          | abends und sonntags als Taxibus, dann Voranmeldung nötig                                                  |
| R30     | Schwerte Bahnhof – Schwerte Ost – Geisecke – Iserlohn-Hennen – Iserlohn-Kalthof – Iserlohn Stadtbahnhof        | DB Westfalenbus                 | alle 60’         | alle 60’         | alle 120’         | zwischen Schwerte und Geisecke doppelter Takt mit R50                                                     |
| R50     | Schwerte Bahnhof – Schwerte Ost – Geisecke – Dortmund-Lichterholz – Holzwickede                                | DB Westfalenbus                 | alle 60’         | alle 60’         | alle 120’         | zwischen Schwerte und Geisecke doppelter Takt mit R30                                                     |
| 430     | Schwerte Bahnhof – Dortmund-Berghofen – Dortmund-Hörde Bf U                                                    | DSW21                           | alle 30’         | alle 30’         | alle 30’          | fährt nicht abends                                                                                        |
| 435     | Schwerte Bahnhof – Dortmund-Berghofen – Dortmund-Benninghofen – Dortmund-Hörde Bf U                            | DSW21                           | alle 30’         | alle 30’         | alle 30’          | nur abends                                                                                                |
| 594     | Schwerte Bahnhof – Westhofen – Hagen-Boele – Hagen Hbf                                                         | DB Rheinlandbus                 | alle 30-60’      | alle 30-60’      | alle 60’          | |
| 5ALF5   | Schwerte-Ergste Kirchstr. – Hagen-Schälk – Iserlohn-Stübbeken – Iserlohn-Letmathe Mitte – Iserlohn-Letmathe Bf | Märkische Verkehrsgesellschaft  | alle 60–120’     | alle 60’         | alle 60’          | abends und am Wochenende als Anruflinienfahrt, dann Voranmeldung nötig                                    |
| T30     | Schwerte Bahnhof – Villigst – Iserlohn-Hennen – Iserlohn-Drüpplingsen                                          | DB Westfalenbus                 | alle 60’         | alle 60–120’     | alle 120’         | Taxibus, Voranmeldung nötig                                                                               |
| T37     | Schwerte Bahnhof – Heideschule                                                                                 | Verkehrsgesellschaft Kreis Unna | alle 60’         | –                | –                 | Taxibus, Voranmeldung nötig                                                                               |
| T38     | Ergste Bahnhof – Bürenbruch – Reingsen                                                                         | Verkehrsgesellschaft Kreis Unna | alle 60’         | alle 60’         | alle 60’          | Taxibus, Voranmeldung nötig                                                                               |
| T39     | Schwerte Bahnhof – Schwerte-Holzen – Dortmund-Sommerberg                                                       | Verkehrsgesellschaft Kreis Unna | alle 60’         | alle 60’         | alle 60’          | Taxibus, Voranmeldung nötig                                                                               |
| 138T138 | Reingsen – Bürenbruch – Ergste – Schwerte Bahnhof – Dortmund-Sommerberg                                        | Verkehrsgesellschaft Kreis Unna | einzelne Fahrten | einzelne Fahrten | –                 | teilweise als Taxibus, dann Voranmeldung nötig                                                            |
| 207     | Schulfahrten Heideschule                                                                                       | Verkehrsgesellschaft Kreis Unna | einzelne Fahrten | –                | –                 | |
| 208     | Schulfahrten Schulzentrum Gänsewinkel                                                                          | Verkehrsgesellschaft Kreis Unna | einzelne Fahrten | –                | –                 | |
| D79     | Schulfahrten Harkortschule Unna                                                                                | Verkehrsgesellschaft Kreis Unna | einzelne Fahrten | –                | –                 | |
| D86     | Schwerte Bahnhof – Unna – Kamen – Werne, Amazon                                                                | Verkehrsgesellschaft Kreis Unna | einzelne Fahrten | einzelne Fahrten | –                 | |
| NE25    | Schwerte Bahnhof – Dortmund-Berghofen – Dortmund-Hörde Bf U                                                    | DSW21                           | einzelne Fahrten | alle 60’         | alle 60’          | nur nachts; Anschluss in Hörde an NE6 von/nach Dortmund-Innenstadt, Anschluss in Schwerte an N32, von N31 |
| N31     | Schwerte Bahnhof → Schwerte Ost → Dortmund-Lichterholz → Geisecke → Schwerte Bahnhof                           | Verkehrsgesellschaft Kreis Unna | –                | alle 60’         | alle 60’          | nur nachts am Wochenende                                                                                  |
| N32     | Schwerte Bahnhof → Schwerte-Holzen → Westhofen → Ergste → Villigst → Schwerte Bahnhof                          | Verkehrsgesellschaft Kreis Unna | –                | alle 60’         | alle 60’          | nur nachts am Wochenende                                                                                  |
| AST     | stadtweites Anrufsammeltaxi                                                                                    | Verkehrsgesellschaft Kreis Unna | einzelne Fahrten | einzelne Fahrten | einzelne Fahrten  | nur abends, nur nach Voranmeldung, besonderer Tarif                                                       |

### Öffentliche Einrichtungen
Schwerte ist Sitz des für die Stadt zuständigen Amtsgerichts Schwerte. Im Stadtteil Ergste liegt die Justizvollzugsanstalt Schwerte.
Im Westen der Stadt liegt die Kläranlage. Sie ist für 50.000 Einwohnerwerte ausgelegt und wurde um eine Vierte Reinigungsstufe zur Beseitigung von Spurenstoffen erweitert.

### Ansässige Unternehmen
- Zapp AG
- Deutsche Nickel (240 Mitarbeiter)
- F.H. Papenmeier GmbH & Co. KG
- Gießerei Walter Hundhausen GmbH (380 Mitarbeiter)
- Diagramm Halbach GmbH & Co. KG (300 Mitarbeiter)
- Hoesch Schwerter Profile GmbH (ehem. Hoesch Hohenlimburg GmbH)
- Blumen Risse, Hauptsitz
- J.D.Theile GmbH & Co. KG – Produktion von Ketten und Zubehör, Robotic (200 Mitarbeiter)
- Motip Dupli GmbH – Lacke und Spachtelmassen (Dupli-Color, prestolith u. a.)
- ültje GmbH
- Sabo Elektronik GmbH
- WDI Blankstahl
- Stahl-Service-Center Hövelmann & Lueg GmbH (ca. 200 Mitarbeiter)
- RSA cutting systems GmbH (ca. 100 Mitarbeiter)[36]
- Fisher Scientific GmbH[37]

### Bildung

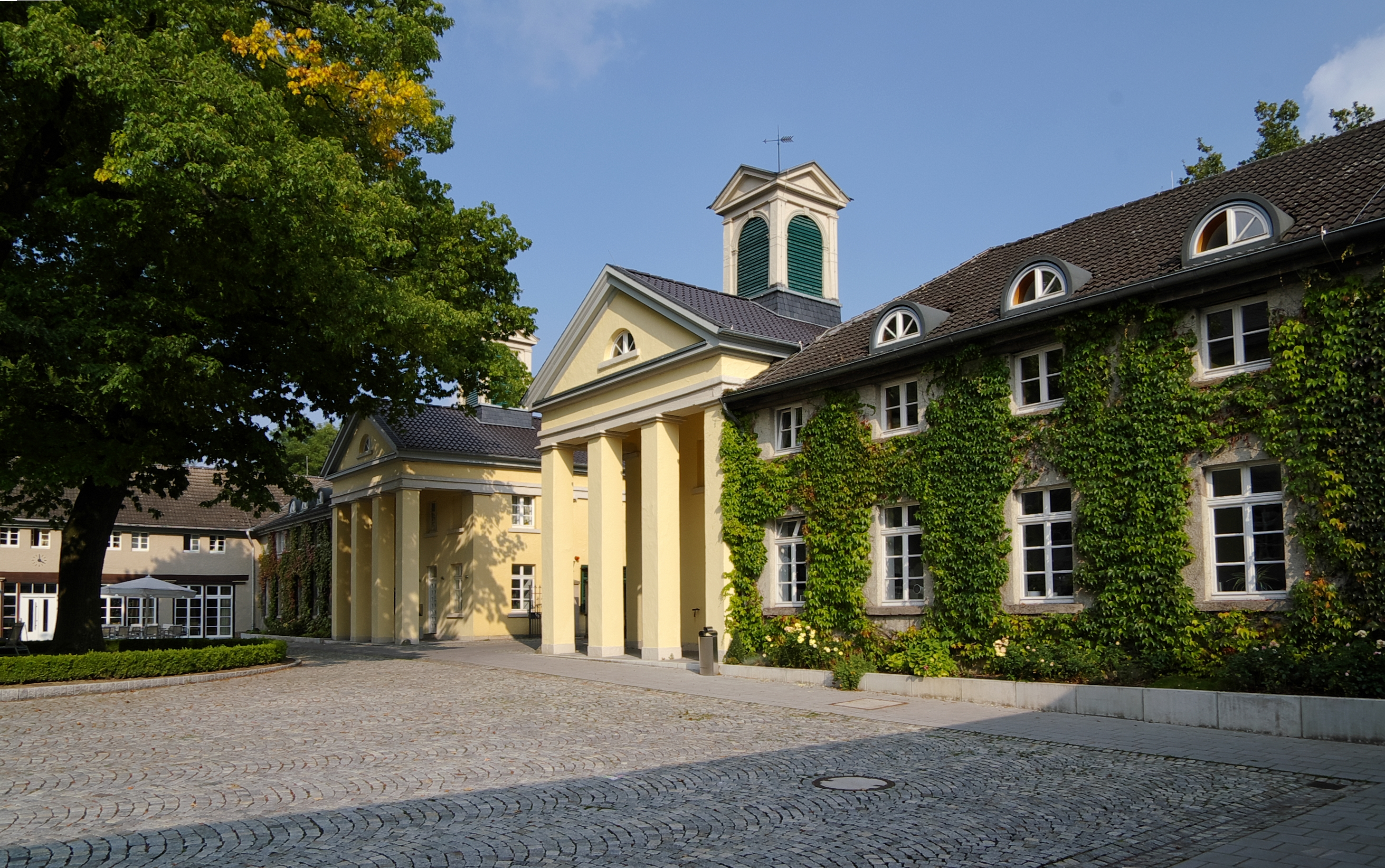
Haus Villigst

- Das Haus Villigst befindet sich im Eigentum der Evangelischen Kirche von Westfalen und ist Sitz des Evangelischen Studienwerks e. V. Villigst sowie verschiedener landeskirchlicher Ämter. Hier werden Fachtagungen zur pädagogischen und theologischen Fort- und Weiterbildung angeboten. Ferner befindet sich dort die Internationale Opernakademie.[38]
- Die Katholische Akademie Schwerte (Kardinal-Jaeger-Haus) ist ein Tagungs- und Weiterbildungszentrum in Trägerschaft des Erzbistums Paderborn.
- Die 1985 gegründete Ruhrakademie im Haus Ruhr (Schwerte-Wandhofen) ist ein privates Lehrinstitut für Kommunikationsdesign, Fotodesign, Film/Regie, Filmschauspiel, Computeranimation, Illustration und Kunst.
- Ruhrtal-Gymnasium, Mitglied des Vereins MINT-EC (Verein mathematisch-naturwissenschaftlicher Excellence-Center)
- Friedrich-Bährens-Gymnasium
- Gesamtschule Gänsewinkel (auch als Gesamtschule Schwerte bekannt)
- Theodor-Fleitmann-Gesamtschule
- Ehemals zwei Realschulen (Realschule am Bohlgarten, Realschule am Stadtpark)
- Sieben Grundschulen (Albert-Schweitzer-Schule, Friedrich-Kayser-Schule, Lenningskampschule, Reichshof-Grundschule Westhofen, Grundschule Villigst, Grundschule Ergste und Heideschule) runden das schulische Bildungsangebot ab. Schwerte ist eine der ersten Städte in Nordrhein-Westfalen, die an allen Grundschulen eine Ganztagsbetreuung einrichtete.
- Volkshochschule Schwerte
- Stadtbücherei
- Ruhrtalmuseum

### Kultur
Der Kunstverein Schwerte e. V. veranstaltete jährlich mehrere umfangreiche Ausstellungen von unbekannten wie auch renommierten Künstlern wie Claus Bury, Emil Schumacher, Antoni Tàpies und Rosemarie Trockel. In der Mitgliederversammlung am 25. Februar 2016 hat der Kunstverein seine Auflösung beschlossen.
Jährlich im August findet das internationale Straßentheater und Straßenanimationsfestival „Welttheater der Straße“ statt. Es handelt sich hierbei um einen der größten Schauplätze für internationales Straßentheater in Europa mit bis zu 20.000 Besuchern.
Seit 1990 gibt es in Schwerte den gemeinnützigen kulturfördernden Verein Kunterbunt e.V. Dieser Verein mit rund 200 zahlenden Mitgliedern ist seit seiner Gründung fester Bestandteil im kulturellen Leben der Stadt. Im Keller der Friedrich-Kayser-Schule in der Eintrachtstraße finden in jedem Jahr rund dreißig Konzerte mit diversen musikalischen Stilrichtungen – Schwerpunkt Rock, Punk und Hardcore – statt. Künstler aus der ganzen Welt gastieren in diesem Kulturzentrum, das den Namen „Rattenloch“ trägt. Neben Bands aus den USA, Südamerika und ganz Europa standen auf der Bühne im alten Lehrschwimmbecken der Schule über die Jahre bereits populäre Bands aus dem deutschen Underground. Unter anderen Boxhamsters, …But Alive und Miles (Band).
1999 lebte der Autor Michael Zeller als offizieller „Stadtschreiber“ für ein halbes Jahr in Schwerte; das Resultat dieser Zeit war das Werk Mein schöner Ort, in dem Alltagsbegegnungen geschildert werden. Das Werk ist komplett in Versform gehalten.

## Persönlichkeiten
Zu bekannten gebürtigen und mit der Stadt Schwerte verbundene Persönlichkeiten gehören Personen aus Religion, wie beispielsweise Heinrich Kockelke (1856–1934), evangelischer Geistlicher und Präses der Westfälischen Provinzialsynode, Personen der Wirtschaft, wie Johann-Dietrich Theile (1793–1873), Firmengründer und Unternehmer, aber auch Personen aus Kunst und Kultur, wie Ursula Bach-Wild (1903–1987), Kunsthandwerkerin, sowie Militär, Sport, Wissenschaft und Politik. Eine vollständige Liste, inklusive Bürgermeister und Ehrenbürger, findet sich im Hauptartikel.